# Renealmia stellulata
Renealmia stellulata är en enhjärtbladig växtart som beskrevs av Julian Alfred Steyermark. Renealmia stellulata ingår i släktet Renealmia och familjen Zingiberaceae. Inga underarter finns listade i Catalogue of Life.